# Gerd Zacher
Gerd Zacher (* 6. Juli 1929 in Meppen an der Ems; † 9. Juni 2014 in Essen) war ein deutscher Komponist, Organist und Musikschriftsteller, der einen neuartigen Umgang mit der Orgel entwickelte. Er trug Wesentliches zur experimentellen Musik und zur Entwicklung der graphischen und verbalen Darstellung von Musik an Stelle der herkömmlichen Notation bei.

## Leben

### Ausbildung
Während Gerd Zachers Kindheit zog die Familie mehrmals um. Erst 1940 erhielt er ersten Musikunterricht bei Fritz Lubrich in Kattowitz, einem Schüler von Max Reger. Während des Zweiten Weltkrieges, nach einem weiteren Umzug, wurde er von Anton Rump in Klavierspiel und Theorie unterrichtet. Dazu gehörte auch das Spielen mehrstimmiger Literatur aus alten Schlüsseln, was ihm später für seine Aufführungspraxis nützlich war. Ebenfalls in dieser Zeit begann er mit dem Orgelspiel und nahm ab 1945 ersten Unterricht auf diesem Instrument.
Nach Beendigung der Schulzeit studierte er ab 1948 an der Nordwestdeutschen Musikakademie in Detmold Komposition bei Günter Bialas, Dirigieren bei Kurt Thomas und Orgel bei Hans Heintze und Michael Schneider. 1953 wechselte er nach Hamburg, studierte Klavier und Theorie bei Theodor Kaufmann, einem Schüler von Ferruccio Busoni, und machte 1954 das Examen zum „staatlich geprüften Musiklehrer“.

### Berufliche Stationen
Danach ging Zacher nach Santiago de Chile und war dort von 1954 bis 1957 Kantor und Organist an einer deutschen evangelischen Kirche. 1957 kehrte er nach Deutschland zurück und legte an der Schleswig-Holsteinischen Musikakademie und Norddeutschen Orgelschule in Lübeck das A-Examen in Kirchenmusik ab, um ein entsprechendes Amt an der Lutherkirche in Hamburg-Wellingsbüttel annehmen zu können. Dort wirkte er bis 1970, wurde 1968 Kirchenmusikdirektor der Evangelisch-Lutherischen Landeskirche Schleswig-Holstein, ein Amt, das diese Landeskirche seit 1925 besetzte.
Seit 1969 war Gerd Zacher Mitglied der Freien Akademie der Künste Hamburg. 1970 wurde Gerd Zacher als Leiter der Abteilung für Evangelische Kirchenmusik an die Folkwang-Hochschule in Essen berufen. Dort lehrte er bis 1991. Bis 1973 war er zugleich Organist an der Immanuelskirche in Wuppertal-Oberbarmen. Die evangelische Kirche in Essen-Rellinghausen stand ihm danach für seine Konzerttätigkeit zur Verfügung.
Er unternahm Konzerttourneen im In- und Ausland und spielte zahlreiche Schallplatten ein. Durch Seminare und Publikationen hat Gerd Zacher auch die heutige Bach-Interpretation beeinflusst.
Gerd Zacher lebte in Essen zusammen mit seinem Lebensgefährten Juan Allende-Blin.
Er verstarb 84-jährig am 9. Juni 2014 (Pfingstmontag) und wurde eine Woche später auf dem Friedhof Bredeney bestattet.

## Wirken

### Engagement für verfemte und für Neue Musik
Weltweites Aufsehen erregte Zachers Konzertreihe mit Uraufführungen und der Pflege der von Nationalsozialisten verdrängten Musik. Es gab Uraufführungen seiner eigenen Werke und zahlreicher für ihn komponierter oder ihn interessierender Orgelwerke zeitgenössischer Komponisten wie Juan Allende-Blin, John Cage, Mauricio Kagel, György Ligeti und Dieter Schnebel. Der Spiegel resümierte: „Kein Deutscher macht mehr Wind für die Neue Musik“.
Wesentlich in diesen Jahren waren für ihn auch die Darmstädter Ferienkurse für Neue Musik. Dort begegnete er Olivier Messiaen, Pierre Boulez und Karlheinz Stockhausen, was ihm viele neue Anregungen gab. Neben Manfred Kluge war er einer der ersten, die Messiaens Orgelmusik in Deutschland bekannt machten.
1967 wurde der Komponist Isang Yun vom südkoreanischen Geheimdienst nach Seoul entführt, in Gefangenschaft gehalten und gefoltert. Gerd Zacher gehörte zu den vielen, die durch verschiedenste Aktionen von Deutschland aus schließlich seine Freilassung erwirkten. Zacher schrieb aus diesem Anlass das Orgelwerk Szmaty. Das polnische Wort bedeutet: Fetzen, Lumpen. Das Motto war der Psalmvers: „Sie haben meine Kleider unter sich geteilt.“.

### Musikschriftsteller
Gerd Zacher hatte Interesse daran, seine Ansichten und Entdeckungen über Musik öffentlich zum Ausdruck zu bringen. Er schrieb deshalb viel: über seine eigenen Werke, (z. B.: Die Kunst einer Fuge) und über eine neue Art der Notenschrift, zu der er wesentlich mit beitrug (Erfahrungen bei der Interpretation graphisch notierter Orgelmusik); des Weiteren über Bachs Die Kunst der Fuge und über andere Werke Bachs, viel über Orgeln (z. B.: Werkzeug Orgel), denn er verwendete sie auf eine ganz neue Art, so dass Orgeln dafür umgebaut wurden. Auch über das Orgelspiel (z. B.: Über eine vergessene Tradition des Legatospiels) und über Orgelmusik (z. B.: Max Reger. Zum Orgelwerk oder: Eine Fuge ist eine Fuge ist eine Fuge (Franz Liszts B-A-C-H-Komposition für Orgel) oder: Frescobaldi und die instrumentale Redekunst) publizierte Zacher.
Die Beschäftigung mit der Musik seiner Zeit bedeutete auch die Auseinandersetzung mit dem Zeitgeist. (Was an folgenden Titeln deutlich wird: Die Erfahrung der Abwesenheit Gottes in der Musik des 20. Jahrhunderts oder: Schöpferische Tradition statt Historismus oder: Orgelmusik vor 20, 30 Jahren, als unsere Gegenwart noch Zukunft war.) Angeregt durch seine Freundschaft mit dem Komponisten Juan Allende-Blin und seinen Aufenthalt in Chile übersetzte er mit ihm zusammen mehrere Werke aus dem Spanischen ins Deutsche.

### Komponist
Gerd Zacher komponierte schon als Kind, ließ aber erst die ab 1951 entstandenen Werke gelten. Die meisten existieren als Manuskripte. Ein Großteil der Kompositionen wurde seit 2012 beim Verlag Edition Gravis unter Vertrag genommen. Die Zählung seiner Kompositionen beginnt mit der zwölftönigen Kantate Prière pour aller au Paradis avec les ânes nach dem Gedicht von Francis Jammes (1951).
Er setzte sich mit der Zwölftontechnik Arnold Schönbergs und mit serieller Musik auseinander. Nach seiner Ansicht sind die seriellen Verfahren eine Fortsetzung der Tradition durch ihre Vielfalt an Beziehungen und durch Vermeidung von Redundanzen. Wichtig waren auch die Anregungen durch Messiaen, Boulez und Stockhausen und später durch den amerikanischen Komponisten John Cage.
Sein Instrument Orgel wurde durch unterschiedlich starke Windzufuhr, flexiblen Schwellereinsatz sowie durch extrem langsames Herunterdrücken der Tasten zu kompositorischem Experimentierfeld. Er konnte die Orgel dadurch fast wie das „Sprechwerkzeug einer unbekannten Sprache“ nutzen. In seinem Zyklus Die Kunst einer Fuge – Bachs Contrapunctus I in zehn Interpretationen werden die Möglichkeiten der Neuen Musik auf Alte Musik angewandt: Ohne einen Ton der Vorlage zu verändern, verfremdet Zacher die Musik durch verschiedene historische und zeitgenössische Spieltechniken.
Während Zacher bei der Orgel neue Möglichkeiten erforschte, orientierte er sich bei den Chorwerken an den damals üblichen avantgardistischen Verfahren. Worte werden in ihre einzelnen Laute zerlegt und unterschiedlich lang tönend ausgehalten. Im Vordergrund stehen oft graphische Notation und verbale Anweisungen. In einigen Kompositionen ließ er Freiräume für die einzelnen Sänger und Instrumentalisten offen, in denen sie nach vorgegebenen Regeln improvisieren sollten.

#### „700000 Tage später“
Ein Beispiel dafür ist seine Passion nach Lukas 700000 Tage später für 12 bis 28 Chorsänger von 1968. Um unnotierbare Polyphonien zu erzeugen, ist das Werk für ein Ensemble selbständiger Stimmen in freier Koordination komponiert. Gerd Zacher schreibt dazu: „Die Partitur ist so angelegt, dass jeder Chorsänger sein eigenes Heft mit seinem eigenen Stimmverlauf hat. Diese Hefte sind zum Teil von jedem Einzelnen selbst ausgearbeitet worden, indem er musikalische Entscheidungen fällte, musikalisches Material sammelte und auch gelegentlich kompositorisch tätig wurde – nach bestimmten Anweisungen der Partitur. Dabei sind vielerlei Arten von Absprachen untereinander getroffen worden. Es kann also vorkommen, dass man hin und wieder so viele Musiken gleichzeitig zu hören bekommt, wie Chorsänger vorhanden sind. Die Musik ist 'in die Hände der Menschen gefallen', sie erduldet, dass man sie aufschreibt, vorsingt, anhört; denn nur dadurch gibt es sie bei uns. Sie wird selbst zum Gleichnis für das befreiende Leiden Christi. Zum Gleichnis gehört aber in der Bibel immer der Satz: 'Wer Ohren hat zu hören, der höre'. Die alten Meister haben für ihr 'armes Lied' um gnädige Aufnahme beim Empfänger gebeten. Ich möchte aus guten Grund diese Tradition fortsetzen.“ (Zitat-Quelle?)
Das Werk gliedert sich im Ablauf durch die Folge der Seiten, das Umblättern wird zur gemeinsamen Orientierung. Die Partitur besteht aus einem Hauptteil, mit vielen weißen Flecken, und einem Anhang. Mit dem Material dieses Anhangs wird das eigentliche Werk aufgefüllt. Dazu kommen diverse Texte und Aktionen des alltäglichen und nicht alltäglichen Umgangs: die gesungene Zeitungskritik einer Musikaufführung; die Schilderung einer Begebenheit unter dem Thema „recht behalten“; ein Passionslied rückwärts auf „nä-nä“ gesungen; Sätze eines Nachrichtensprechers aus dem Radio; ein Passionslied gepfiffen; arabischer Gesang. Dies alles wird zusammengehalten durch den Text des Lukas-Evangeliums. Er liegt dem Ablauf der ganzen Komposition zugrunde, taucht aber nur gelegentlich an die Oberfläche der ausgesprochenen Verständlichkeit auf.

#### „Euch ist heute“
Die Weihnachtspassion Euch ist heute entstand 1973. Das Werk für gemischten Chor a cappella dauert etwa 80 Minuten und hat die Erzählung der Weihnachtsgeschichte nach Lukas zur Grundlage. Jeder der Verse aus dem zweiten Kapitel des Lukas-Evangeliums wird in einem eigenen Satz – wie in einer Suite – dargestellt. Die Titel der einzelnen Sätze lauten: Volkszählung / Namentliches / Erwartung / Raumnot-Revue / Feldmusik / Blendgeschrei / Freudengesang / Refrain (Passacaglia) / Friedenskantate / Courante / Sanctus / Vokales entmündigt / Akustische Theologie / In Nomine / Steingeschrei.
Das Werk stellt eine Collage aus verschiedensten vokalen und szenischen Elementen dar: flächenhaft oder punktuell kombinierte Wortfelder; einfache Lieder, Bewegung, Spiel, Alltagsgeräusche wie Lachen, Schreien, Husten, Stöhnen. Viele Ideen, die bereits in der Passion 700 000 Tage später stilbildend wirken, werden hier weitergeführt. Andererseits wird auch stärker auf Traditionelles zurückgegriffen, so dass insgesamt eine noch größere Ausdrucksvielfalt entsteht. Hilfsmittel neben der eigenen Stimme sind Glocken, Steine und Transistorradios.

#### Weitere Werke
Als Kirchenmusiker komponierte Gerd Zacher viele weitere Kantaten und Passionsmusik, bei denen seine Art der nichtherkömmlichen Darstellung von Musik auf dem Papier es den Chormitgliedern, die keine Berufssänger waren, erleichterte, die ihnen ungewohnte Musik zu verwirklichen. Das regte ihn dazu an, diese Methoden weiterzuentwickeln.
Zacher verwendete auch Kombinationen von herkömmlichen Instrumenten und elektronischen Musikerzeugern, z. B. 1987 in den 75 event(ualitie)s für Orgel und Tonband. Die Tonbandklänge dafür komponierte Juan Allende-Blin.
Die Zeit spielt eine wesentliche Rolle in Gerd Zachers Kompositionen. Auch mit ihr geht er auf seine eigene Weise um: Themen und Motive zerfallen in kleinste Sprengsel, oder die Zeit wird so verlangsamt, dass sich Reihen ins Unendliche zu dehnen scheinen, und es gibt Überlagerungen von beidem oder wieder Raum für geregelte Improvisation durch zeitweise selbstbestimmte Tondauer der einzelnen Stimmen. Das war schon 1954 in den  Fünf Transformationen für Klavier der Fall und ist es noch 1993 in Trapez für Orgel.
In den Anfängen stieß er mit all dem bei seinen Komponisten-Kollegen zum Teil auf Unverständnis und deutliche Ablehnung, ebenso wie Stockhausen, der sich noch intensiver mit elektronischer Musik befasste.

## Schriften (Auswahl)

### Über Musik
- Analyse der Orgel – ein Interpretationskurs. In: Internationale Ferienkurse für neue Musik. 26. 1972. Schott, Mainz u. a. 1973. (= Darmstädter Beiträge zur neuen Musik; 13)
- Bach gegen seine Interpreten verteidigt. Aufsätze 1987–1992. (Musik-Konzepte; 79/80.) Edition Text und Kritik, München 1993.
- Beobachtungen an Erik Saties «Messe des pauvres». In: Erik Satie. (Musik-Konzepte; 11) 2., erw. Auflage. Edition Text und Kritik, München 1988, S. 48–63.
- Canonische Veränderungen, BWV 769 und 769 a. In: Bach Johann Sebastian – Das spekulative Spätwerk. (Musik-Konzepte; 17/18) 2., unveränd. Aufl., Edition Text und Kritik, München 1999, S. 3–19.
- Der geheime Text des Contrapunctus IV von Bach (Anregungen der Sprache für die Ausprägung von Musik). In: Stefan Klöckner (Hrsg.): Godehard Joppich zum 60. Geburtstag. Bosse, Regensburg 1992, S. 219–237.
- Die Erfahrung der Abwesenheit Gottes in der Musik des 20. Jahrhunderts. In: Wolfhart Pannenberg (Hrsg.): Die Erfahrung der Abwesenheit Gottes in der modernen Kultur. Vandenhoeck & Ruprecht, Göttingen 1984, S. 137–159.
- Die Kunst einer Fuge. Als Begleitheft zur Wergo-CD 6184-2, 1990
- Die riskanten Beziehungen zwischen Sonate und Kirchenlied: Mendelssohns Orgelsonaten op. 65 Nr. 1 und 6. In: Felix Mendelssohn Bartholdy. (Musik-Konzepte; 14/15.) Edition Text und Kritik, München 1980, S. 34–45.
- Eine Fuge ist eine Fuge ist eine Fuge (Liszts B-A-C-H-Komposition für Orgel). In: Musik und Kirche. 47, Heft 1, 1977, S. 15–23.
- Erfahrungen bei der Interpretation graphisch notierter Orgelmusik. In: Rundbrief des Landeskirchenmusikdirektors der Evang. Luth. Landeskirche Schleswig-Holstein. Dezember 1966, S. 8f.
- Frescobaldi und die instrumentale Redekunst. In: Musik und Kirche. 45, Heft 2, 1975, S. 54–64.
- «Ich kenne des Menschen nicht»: ein musikwissenschaftliches Dilemma. (Zu Bachs „Kunst der Fuge“, Contrapunctus XI). In: Musik und Kirche. Jg. 56. Heft 6, 1986, S. 298–299.
- Komponierte Formanten. In: Aimez-vous Brahms 'the Progressive'?. (Musik-Konzepte; 65.) Edition Text und Kritik, München 1989, S. 69–75.
- Livre d’orgue – eine Zumutung. In: Olivier Messiaen. (Musik-Konzepte; 28.) Edition Text und Kritik, München, 1982, S. 92–107.
- Materialsammlung zu Dieter Schnebels Choralvorspielen. In: Dieter Schnebel. (Musik-Konzepte, 16.) Edition Text und Kritik, München 1980, S. 12–22.
- Max Reger. Zum Orgelwerk. In: Musik-Konzepte. Nr. 115, Edition Text und Kritik, München 2002.
- Meine Erfahrungen mit der „Improvisation ajoutée“. In: Werner Klüppelholz (Hrsg.): Kagel. DuMont, Köln 1991, S. 136–154.
- Nicht Notenköpfe, sondern graphische Zeichen. Erfahrungen mit der Interpretation moderner Orgelmusik [Zeitungsausschnitt aus:] Die Welt, Oktober [ca. 1960], 3 Spalten
- Orgelmusik vor 20, 30 Jahren, als unsere Gegenwart noch Zukunft war. In: Acta Organologica. Bd. 17, Berlin 1984, S. 406–415.
- Randbemerkungen über das Zählen in Schönbergs «Ein Überlebender aus Warschau». In: Arnold Schönberg. (Musik-Konzepte; Sonderband.) Edition Text und Kritik, München, 1980, S. 146–150.
- Schöpferische Tradition statt Historismus. In: Acta Organologica. Bd. 17, Berlin 1984, S. 184–207.
- Über eine vergessene Tradition des Legatospiels. In: Musik und Kirche. 43, Heft 4, 1973, S. 166–171.
- Werkzeug Orgel. In: Der Kirchenmusiker. 19, Heft 5, 1968, S. 1–4.
- Zu Anton Weberns Bachverständnis. In: Anton Webern I. (Musik-Konzepte; Sonderband.) Edition Text und Kritik, München 1983, S. 290–305.

### Übersetzungen spanischer Dichtung
- Pablo de Rokha: Der große Kummer (Übersetzung: Gerd Zacher und Juan Allende-Blin). In: Alternative Zeitschrift für Dichtung und Diskussion. Heft 21. 1961, S. 133–135.
- Pablo Neruda: Es gibt keine Vergessenheit (Sonate). / Vicente Huidobro: Allein. / Óscar Castro: Engel und Papierdrachen. (Übersetzung: Gerd Zacher und Juan Allende-Blin). In: Gotthard Speer und Hansjürgen Winterhoff (Hrsg.): Meilensteine eines Komponistenlebens. Kleine Festschrift zum 70. Geburtstag von Günter Bialas. Bärenreiter, Kassel 1977, S. 16f.

## Kompositionen (Auswahl)
- 1954: Fünf Transformationen. Für Klavier, op. 3.
- 1960: Magnificat. Für zweistimmigen Chor, Bläser (oder Orgel) und Pauken. Edition Hänssler, Stuttgart.
- 1961: Differencias. Für Orgel. Ed. Peters, Leipzig.
- 1968: Szmaty. (Palm 22,19) für Orgel. Isang Yun gewidmet (unveröffentlicht).
- 1968: 700000 Tage später (eine Lukaspassion). Für gemischten Chor (12 bis 28 Mitwirkende) (unveröffentlicht).
- 1968/69: „Die Kunst einer Fuge“ d.i. Bachs Contrapunctus I in 10 Interpretationen. Für Orgel (CD: Wergo, 1996)
- 1973: Euch ist heute. (Eine Weihnachtspassion) (unveröffentlicht)
- 1987: 75 event(ualitie)s. Für Orgel und Tonband. Zum 75. Geburtstag von John Cage. (unveröffentlicht)
- 1987: Hommecage à John Age. Als „Klanggeschenk“ in der Kölner Musikhochschule zum 75. Geburtstag von John Cage.[6]
- 1993: Trapez. (In memoriam Hans Henny Jahnn) Für Orgel (unveröffentlicht)
- L’heure qu’il est. Für zwei Klaviere im Vierteltonabstand (unveröffentlicht)

## Filme
- Claus-Ulrich Heinke: Theologie auf Tasten – Der Kirchenmusiker Gerd Zacher. WDR-Fernsehen, Erstsendung 25. April 1987.